# Oxana Wladimirowna Grischtschuk
Oxana Wladimirowna Grischtschuk (russisch Оксана Владимировна Грищук, auch Pascha Grischtschuk, * 17. März 1972 in Odessa, Sowjetunion) ist eine ehemalige russische Eiskunstläuferin, die im Eistanz für die Sowjetunion, das Vereinte Team und Russland startete.

## Laufbahn
Oxana Grischtschuk begann im Alter von vier Jahren noch in Odessa mit dem Eiskunstlaufen. Ihr Vater, Wladimir Grischtschuk, war Fußballspieler. Ihre Mutter, Ljudmila Rohbeck, ist Diplom-Betriebswirtschaftlerin. Die Eltern trennten sich als Oxana Grischtschuk vier Jahre alt war. Ihre erste Trainerin war Walentina Kasjanowa. Mit zehn Jahren kam sie nach Moskau zum Sportclub Dynamo Moskau. In Moskau wurde sie zunächst von Jelena Alexandrowa trainiert. Mit zwölf Jahren wechselte Grischtschuk vom Einzellauf zum Eistanz. Ihr erster Eistanzpartner war Alexander Tschitschkow. An seiner Seite wurde sie 1988 Juniorenweltmeisterin. 1989 musste er aus gesundheitlichen Gründen seine Karriere beenden.
1989 brachte Natalja Dubowa sie mit Jewgeni Platow zusammen. Bereits drei Monate später erreichten sie als Dritte das Podium bei den Sowjetischen Meisterschaften. Ihr gemeinsames Debüt bei Welt- und Europameisterschaften beendeten sie 1990 auf dem jeweils fünften Platz.
In das Jahr 1992 gingen Grischtschuk und Platow erstmals als sowjetische Meister. Sowohl bei der Europameisterschaft wie auch der Weltmeisterschaft errangen sie mit Bronze ihre ersten Medaillen bei diesen Turnieren. Ihr Debüt bei Olympischen Spielen beendeten sie in Albertville auf dem vierten Platz.
Im Herbst 1992 wurden Natalja Linitschuk und Gennadi Karponossow neue Trainer von Grischtschuk und Platow. Als amtierende russische Meister wurde das Eistanzpaar 1993 Vize-Europameister und Vize-Weltmeister.
1994 wurden sie erneut Vize-Europameister. Bei den Olympischen Spielen in Lillehammer gewannen Grischtschuk und Platow die Goldmedaille. Dabei besiegten sie die reamateurisierten Jayne Torvill und Christopher Dean, die auch amtierende Europameister waren, und die damals amtierenden Weltmeister Maja Ussowa und Alexander Schulin. Im japanischen Chiba wurden Grischtschuk und Platow wenig später erstmals Weltmeister.
Grischtschuk und Platow verpassten verletzungsbedingt einen Großteil der Saison 1994/95, einschließlich der Europameisterschaft. Bei der Weltmeisterschaft in Birmingham konnten sie jedoch wieder antreten und verteidigten ihren Weltmeisterschaftstitel.
1996 wurden Grischtschuk und Platow in Sofia erstmals Europameister. In Edmonton wurden sie erneut Weltmeister. Danach wurde Tatjana Tarassowa ihre neue Trainerin. Sie verpassten die erste Hälfte der Saison 1996/97, kehrten aber rechtzeitig zurück, um 1997 in Paris ihren Europameisterschaftstitel zu verteidigen. In Lausanne wurden sie zum vierten Mal in Folge Weltmeister.
1998 siegten Grischtschuk und Platow in Mailand zum dritten Mal in Folge bei Europameisterschaften. Bei den Olympischen Spielen in Nagano verteidigten sie ihren Titel und wurden erneut Olympiasieger. Danach beendeten sie ihre Wettkampfkarriere.
Im Zeitraum von 1994 bis 1998 gewannen Grischtschuk und Platow 20 Wettbewerbe in Folge. Sie sind das einzige Eistanzpaar, das zwei Mal Gold bei Olympischen Spielen erringen konnte. Grischtschuk und Platow verbanden Geschwindigkeit und anspruchsvolle Elemente und zeigten ihre Beherrschung zahlreicher verschiedener Tanzstile.
Nach ihrer Wettkampfkarriere liefen Grischtschuk und Platow zusammen in diversen Shows. Danach entschieden sie sich zu einem Partnertausch mit ihren früheren Rivalen Maja Ussowa und Alexander Schulin. Neun Jahre nach dem Ende ihrer Karriere traten Platow und Oxana „Pascha“ Grischtschuk erstmals wieder gemeinsam bei der alljährlichen Weihnachtsshow auf dem Roten Platz in Moskau auf. 2008 kamen sie in Nagano zusammen, um das zehnjährige Jubiläum ihres Olympiasiegs zu feiern.
Oxana Grischtschuk studierte Kunst an der Universität in Moskau und ist Choreographin. Sie spricht Russisch, Englisch, Deutsch und Italienisch.
Am 19. August 2002 wurde Oxana Grischtschuk Mutter einer Tochter. Sie hat einen Lebensgefährten. Die Familie lebt in Los Angeles, Kalifornien. Grischtschuk arbeitet jetzt auch als Trainerin.

## Ergebnisse

### Eistanz
(mit Jewgeni Platow)
| Wettbewerb / Jahr           | 1990 | 1991 | 1992 | 1993 | 1994 | 1995 | 1996 | 1997 | 1998 |
| --------------------------- | ---- | ---- | ---- | ---- | ---- | ---- | ---- | ---- | ---- |
| Olympische Winterspiele     |      |      | 4.   |      | 1.   |      |      |      | 1.   |
| Weltmeisterschaften         | 5.   | 4.   | 3.   | 2.   | 1.   | 1.   | 1.   | 1.   |      |
| Europameisterschaften       | 5.   | 5.   | 3.   | 2.   | 2.   |      | 1.   | 1.   | 1.   |
| Sowjetische Meisterschaften | 3.   | 2.   | 1.   |      |      |      |      |      |      |
| Russische Meisterschaften   |      |      |      | 1.   |      |      | 1.   |      |      |

(mit Alexander Tschitschkow)
| Wettbewerb / Jahr           | 1987 | 1988 |
| --------------------------- | ---- | ---- |
| Juniorenweltmeisterschaften | 2.   | 1.   |
| Sowjetische Meisterschaften |      | 1.   |